# Kawasaki Heavy Industries

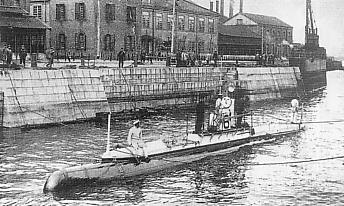
Onderzeeboot nr. 6 voor de Japanse marine (febr. 1913)

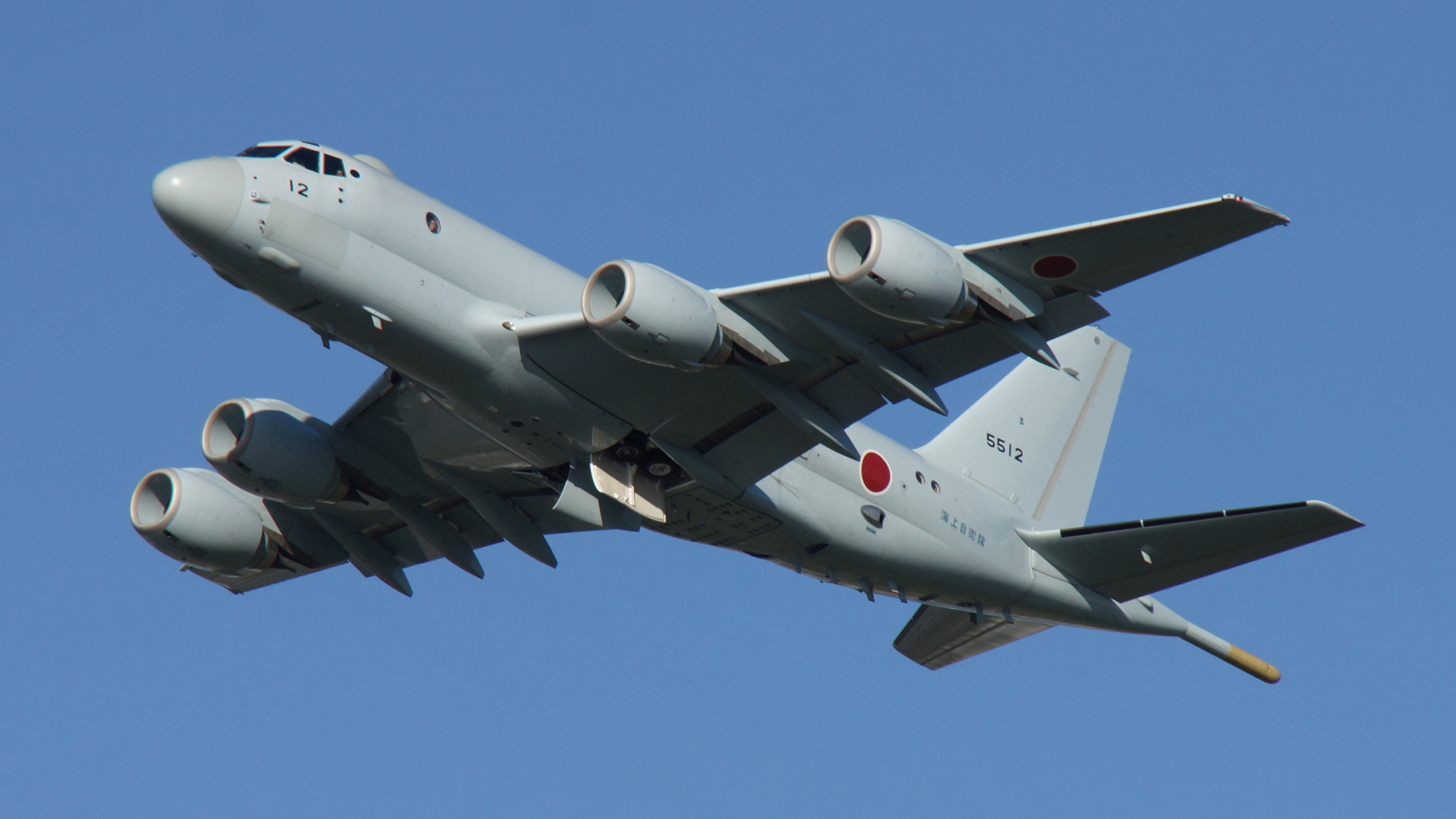
Kawasaki P-1 (2017)

Kawasaki Heavy Industries Ltd. (川崎重工業株式会社, Kawasaki Jūkōgyōm Kabushiki-gaisha) is een Japans conglomeraat.

## Activiteiten
Kawasaki Heavy Industries (KHI) heeft de activiteiten in vijf groepen verdeeld en een kleine groep overige.
De vijf groepen zijn:
- Motorcycle & Engine (23% van de totale omzet in 2021): ontwikkelt en produceert motorfietsen, quads en jetskis.
- Aerospace Systems (25%): maakt militaire vliegtuigen en participeert in diverse projecten voor civiele vliegtuigen, waaronder met Boeing, helikopters, ruimtevaartuigen en kunstmatige satellieten. Verder doet het onderhoud aan vliegtuigmotoren waaronder die van Rolls-Royce.
- Rolling Stock (9%): maakt materieel voor de spoorwegen waaronder treinstellen voor de shinkansen
- Energy Solution & Marine Engineering (22%): gespecialiseerde machines voor de industrie en de energiesector en scheepsbouw waaronder ook onderzeeboten.
- Precision Machinery & Robot (16%): voornamelijk hydraulische apparatuur en robots voor productieprocessen.

Iets meer dan helft van de omzet wordt gerealiseerd buiten Japan.
Het bedrijf heeft een gebroken boekjaar dat stopt per 31 maart, waarbij het boekjaar 2021 de periode betreft van 1 april 2020 tot en met 31 maart 2021.

## Geschiedenis
Shozo Kawasaki, geboren in 1836, was al op jonge leeftijd betrokken bij de scheepvaart. Hij was betrokken bij twee ongevallen en besloot zich te richten op de bouw van betere en veiliger schepen. In 1887 kocht hij van de overheid een scheepswerf, hij gaf het de naam Kawasaki Tsukiji Shipyard en dit werd de basis van zijn bedrijf. Voor de koop kreeg hij financiële hulp van Masayoshi Matsukata, de onderminister van Financiën. Tijdens de Eerste Chinees-Japanse Oorlog (1894-95) nam de vraag naar schepen sterk toe waarvan zijn werf profiteerde. In de periode 1886-1896 werden 80 schepen tewatergelaten, waarvan zes moderne van staal en de rest van hout. In 1896 werd het bedrijf hernoemd als Kawasaki Dockyard en opengesteld voor andere aandeelhouders. Shozo Kawasaki had geen erfopvolger, hij trok zich terug en verkocht over de tijd zijn aandelen. Kojiro Matsukata, een zoon van Masayoshi Matsukata, werd zijn opvolger en bedrijfsleider, een positie die hij 32 jaar vasthield tot 1928. Hij kocht zoveel aandelen dat hij in 1921 meer aandelen had dan de Kawasaki familie.
In 1904 kocht de Japanse Keizerlijke Marine vijf Holland onderzeeboten in de Verenigde Staten. Kawasaki kreeg ook een opdracht voor twee exemplaren. Ze kregen ontwerpen van Holland, maar deze waren niet compleet of specifiek genoeg. Met de hulp van Amerikaanse ingenieurs ging het bedrijf aan het werk. Na veel tegenslagen werden in 1906 de onderzeeërs nr. 6 en 7 aan de marine geleverd.
Door de investeringen van de overheid in de spoorwegen begon men in 1906 met de productie van rollend materieel en in 1918 werden de luchtvaartactiviteiten opgestart. Er werd in 1916 een staalfabriek opgestart om in de behoefte naar staal voor de schepen te voorzien. Net als de eerste oorlog tegen China leidde de Eerste Wereldoorlog ook tot een enorme vraag naar schepen. Kawasaki Dockyard verhoogde de productie en begon tegen het einde van de oorlog ook schepen voor eigen rekening en risico te bouwen in de hoop ze later tegen hogere prijzen te kunnen verkopen. Na de oorlog namen echter de scheepsorders af en het bedrijf had veel onverkochte schepen. Om ze nuttig te gebruiken werd in 1919 de rederij Kawasaki Kisen Kaisha opgericht.
In 1922 werd het eerste vliegtuig, volledig door Kawasaki gemaakt, opgeleverd. Het leger was onder de indruk van de prestaties en gaf opdracht het verder te ontwikkelen als verkenningsvliegtuig. Van dit vliegtuig, de Otsu 1, werden tot 1927 zo'n 300 exemplaren gemaakt. In 1936 werd de luchtvaartactiviteiten ondergebracht in Kawasaki Aircraft. Kawasaki Aircraft maakte tot het einde van de Tweede Wereldoorlog talrijke gevechtsvliegtuigen en bommenwerpers voor het leger, zoals het Type 88-verkenningsvliegtuig, de Ki-48-bommenwerper en de Ki-45-jager. Na 1945 werd de Japanse luchtvaartindustrie ontmanteld en werden de vliegtuigfabrieken omgebouwd voor andere doeleinden. In 1954 werd het verbod op de ontwikkeling van vliegtuigen opgeheven waardoor de luchtvaarttak weer een kans kreeg.
In de Tweede Wereldoorlog was een groot deel van de Japanse koopvaardijvloot vernietigd. In 1947 introduceerde de regering een plan om de scheepsbouw te stimuleren waarvan Kawasaki profiteerde. Het bedrijf was in staat om alle activiteiten te hervatten en in de jaren vijftig was Japan toonaangevend als 's werelds grootste scheepsbouwer.
In 1950 gingen de staalactiviteiten verder onder de naam Kawasaki Steel Corporation. In 2002 fuseerden NKK en Kawasaki Steel, de op een en twee na grootste staalproducenten van het land, en gingen verdere als JFE Holdings. In 1954 begon Kawasaki met de productie van motorfietsen. Tegen het einde van de jaren zestig tot de jaren zeventig begon het bedrijf zich terug te trekken uit de scheepsbouwindustrie en diversifieerde de activiteiten. In 1969 fuseerden Kawasaki Dockyard (scheepswerf), Kawasaki Rolling Stock Manufacturing (spoorwegmaterieel) en Kawasaki Aircraft (vliegtuigen) tot Kawasaki Heavy Industries, Ltd.
In juli 1987 kreeg Kawasaki de opdracht voor twee tunnelboormachines voor de aanleg van de Kanaaltunnel.
In 2008 werd de eerste Kawasaki XP-1, een maritiem patrouillevliegtuig, geleverd aan de Japanse Zelfverdedigingstroepen. In 2018 vlogen er 15 exemplaren bij de luchtmachtafdeling.